# すてきな15才
『すてきな15才』は、YUKIの3枚目のベスト・アルバム。2018年1月31日にソニー・ミュージックレーベルズの内部レーベルであるエピックレコードジャパンより発売された。

## 概要
ベスト・アルバムとしての発売は2012年リリースの『POWERS OF TEN』以来、5年半振りとなる。
本作は、YUKIが2002年にソロとしてデビューしてから15周年を記念してリリースされたアルバムで、上述ベスト以降にリリースされた24thシングル「プレイボール/坂道のメロディ」から32ndシングル「フラッグを立てろ」までのシングル11曲に加え、未発表による新曲が3曲、アイドルグループであるTOKIOに提供した「手紙」のデモ音源など含め全15曲が収録されている。また、24thシングルから1曲目である「プレイボール」、28thシングル「好きってなんだろう…涙/となりのメトロ」、32ndシングル「フラッグを立てろ」は本作で初収録となった。
タイトルである『すてきな15才』についてYUKIは、「5年ごとに、記念となるベスト盤をリリースしている。5周年の時は『five-star』、10周年の時は『POWERS OF TEN』と、アニバーサリーに出したシングルコレクションのタイトルには記念の数字を入れていた。今回も15周年に出すシングルコレクションという事で、“15”という数字をタイトルに入れようと上がっていた。“すてきな”という言葉も付け加えて、チャック・ベリーの「Sweet Little Sixteen」の邦題は「素敵な16歳」を連想させるよう、私は15才なので『すてきな15才』と名付けた」と語っている。

## 本作の仕様
本作は完全生産限定盤、初回生産限定盤、通常盤の3形態で発売。

### 完全生産限定盤
- CD+DVD
  - DVD収録内容「フラッグを立てろ」ミュージック・ビデオ収録
- 紙ジャケット仕様
- アナログサイズビニールケース
- 15th Anniversary Tシャツ封入
- YUKIによる全曲ライナーノーツ掲載ブックレット

### 初回生産限定盤
- CD+DVD (DVDの内容は完全生産限定盤と同一)
- 紙ジャケット仕様
- YUKIによる全曲ライナーノーツ掲載ブックレット

### 通常盤
- CD
- YUKIによる全曲ライナーノーツ掲載ブックレット

## 収録曲
1. プレイボール
  - 24thシングル1曲目。
  - アルバム初収録。
2. 坂道のメロディ
  - 24thシングル2曲目。
  - シングルバージョンはアルバム初収録。
3. わたしの願い事
  - 25thシングル。
4. STARMANN
  - 26thシングル。
5. 誰でもロンリー
  - 27thシングル。
6. 好きってなんだろう…涙
  - 28thシングル1曲目。
  - アルバム初収録。
7. となりのメトロ
  - 28thシングル2曲目。
  - アルバム初収録。
8. tonight
  - 29thシングル。
9. ポストに声を投げ入れて
  - 30thシングル。
10. さよならバイスタンダー
  - 31stシングル。
11. フラッグを立てろ
  - 32ndシングル。
  - アルバム初収録。
12. ダーリン待って
（作曲：YUKI）
  - 2015年上半期に開催された “Dope Out” ツアー中に書き下ろされた未発表曲。
  - ツアー中のMCで「ギターを弾きながらふと口をついて出た “ダーリーン待ってーイエーイエー” のフレーズが最初の種になり、それから2年の月日を経てそのときのツアーメンバーと “せーの” でレコーディングされた」と語っている[4]。
13. I love you
（作曲：YUKI/okaMusik）
  - 新曲。
  - 歌詞にある「巨大化した愛 分けてあげよう」と気心の知れたミュージシャンたちとレコーディングした1曲[4]。
14. 穴
（作曲：高木洋一郎）
  - 新曲。
  - 収録されている音源は、YUKIの病み上がりの時に録ったものであり、普段とは少し違う発声の仕方をしていると本人が語っている。
  - 8thアルバム『まばたき』制作時にはすでに完成しており、YUKIは「いつか必ず発表したい」と語っていた楽曲となっている[4]。
15. 手紙 (デモ)
（作曲：蔦谷好位置）
  - 2013年にリリースされたTOKIOの47thシングル「手紙」に提供したセルフカバー曲。
  - 「いつかYUKIの歌としても聴いてもらいたい」という思いを持ち続け、YUKIは今作に蔦谷と一緒に作ったデモ音源が気に入っていたこともあり、再録音せず、結局当時のままのデモ音源として収録された[4]。